# Hann Range
Hann Range är en bergskedja i Australien. Den ligger i territoriet Northern Territory, omkring 1 200 kilometer söder om territoriets huvudstad Darwin.
Omgivningarna runt Hann Range är i huvudsak ett öppet busklandskap. Trakten runt Hann Range är nära nog obefolkad, med mindre än två invånare per kvadratkilometer. Genomsnittlig årsnederbörd är 306 millimeter. Den regnigaste månaden är december, med i genomsnitt 71 mm nederbörd, och den torraste är augusti, med 1 mm nederbörd.